# 뉴타촌 (도쿠시마현)
뉴타촌(入田村)은 도쿠시마현 묘자이군에 있던 촌이다. 현재의 도쿠시마시에 해당한다.

## 지리
산간 분지인 이리타와 조금 떨어진 고쿠후정 방면으로 펼쳐진 야노로 이루어져 있었다. 

## 역사
- 1889년 10월 1일 - 정촌제 시행에 수반해 묘자이군 뉴타촌이 성립하였다.
- 1955년 1월 1일 - 묘도군 니이정과 함께 도쿠시마시에 편입, 야노는 고쿠후정에 편입되어 소멸하였다.